# Stig Egede-Nissen
Stig Egede-Nissen, född 1907 i Oslo, död 1988, var en norsk skådespelare, son till Adam Egede-Nissen.
Han debuterade 1936 i Pittsburgh som Løvborg i Henrik Ibsens Hedda Gabler. Han gjorde Oslo-debut på Søilen Teater 1938, och var därefter anställd vid Trøndelag Teater 1938–1939, Carl Johan Teatret 1940–1942, Det Nye Teater 1947–1952 och 1959–1967, samt var därefter frilans.
Egede-Nissen spelade med inlevelse och strängt behärskad form i en bred repertoar, bland annat Engstrand, Krogstad och Rubek hos Ibsen, de Ciz i Paul Claudels När dagen vänder och urmakaren i Reginald Roses Tolv edsvurna män. Han medverkade även i film, bland annat i Edith Carlmars Aldri annet enn bråk (1954), och turnerade med Riksteatret.

## Filmografi (urval)
- 1946 – Om kjærligheten synger de
- 1951 – Flukten fra Dakar
- 1954 – Aldri annet enn bråk
- 1957 – Toya – vilse i fjällen
- 1958 – Människor på flykt